# 孫德威
孫德威，《南漢書》作孫德成，五代十国南汉将领。
孫德威勇敢有氣力，性情迟重，多次跟随南汉高祖征伐戰鬭，勇冠三軍。大有九年（936年），率兵攻打马楚蒙州（今广西蒙山县）、桂州（今广西桂林市）二州。楚文昭王馬希範任命其弟馬希廣为权知军府事，亲率大军五千屯守桂州，孫德威从蒙州撤军。後數年去世。